# (415720) 1999 RU215
(415720) 1999 RU215 est un objet transneptunien faisant partie des cubewanos.

## Caractéristiques
(415720) 1999 RU215 mesure environ 160 km de diamètre.